# Stibadium navia
Stibadium navia là một loài bướm đêm trong họ Noctuidae.